# Breznik
Breznik (in bulgaro Брезник?) è un comune bulgaro situato nella Regione di Pernik di 3.459 abitanti (dati 2024). La sede comunale è nella località omonima

## Località
Il comune è formato dall'insieme delle seguenti località:
- Breznik (sede comunale)
- Arzan
- Babica
- Banište
- Begunovci
- Bilinci
- Brezniški izvor
- Brusnik
- Dolna Sekirna
- Dolni Romanci
- Dušinci
- Gărlo
- Giginci
- Goz
- Gorna Sekirna
- Gorni Romanci
- Jaroslavci
- Konska
- Košarevo
- Krasava
- Krivonos
- Murtinci
- Nepraznenci
- Noevci
- Ozărnovci
- Rebro
- Răžavec
- Režanci
- Sadovik
- Slakovci
- Sopica
- Stanjovci
- Velkovci
- Vidrica
- Zavala